# Karim Zéribi
Karim Zéribi (ur. 25 września 1966 w Awinionie) – francuski polityk, samorządowiec, działacz związkowy, poseł do Parlamentu Europejskiego VII kadencji.

## Życiorys
Pracował we francuskim przewoźniku kolejowym SNCF, został działaczem związkowym w ramach Powszechnej Konfederacji Pracy (CGT), w której udzielał się od 1994. W 1998 minister spraw wewnętrznych Jean-Pierre Chevènement mianował go na swojego doradcę. W kolejnych latach współtworzył i stawał na czele kilku organizacji pozarządowych, w 2006 objął stanowisko doradcy prezesa SNCF. W wyborach w 2007 bezskutecznie jako niezależny kandydował do Zgromadzenia Narodowego.
W 2008 uzyskał mandat radnego Marsylii. Kandydował następnie bez powodzenia z listy Partii Socjalistycznej w wyborach do Parlamentu Europejskiego w 2009. W 2010 dołączył do ugrupowania Europa Ekologia – Zieloni. Gdy w 2012 Vincent Peillon z PS objął urząd ministra, Karim Zéribi wszedł za niego w skład Parlamentu Europejskiego VII kadencji. Przystąpił do grupy Zielonych i Wolnego Sojuszu Europejskiego. 2 maja 2014 utracił mandat w związku z jego ponownym objęciem przez Vincenta Peillona.